# Джейтон (Техас)
Джейтон (англ. Jayton) — місто (англ. city) в США, в окрузі Кент штату Техас. Населення — 511 особа (2020).

## Географія
Джейтон розташований за координатами 33°15′1″ пн. ш. 100°34′30″ зх. д. / 33.25028° пн. ш. 100.57500° зх. д. (33.250180, -100.574868).  За даними Бюро перепису населення США в 2010 році місто мало площу 4,39 км², уся площа — суходіл.

## Демографія
Згідно з переписом 2010 року, у місті мешкали 534 особи в 215 домогосподарствах у складі 129 родин. Густота населення становила 122 особи/км².  Було 251 помешкання (57/км²).
Расовий склад населення:
| - 94,2 % — білих - 1,1 % — корінних американців - 0,2 % — чорних або афроамериканців - 3,4 % — осіб інших рас |

До двох чи більше рас належало 1,1 %. Частка іспаномовних становила 16,9 % від усіх жителів.
За віковим діапазоном населення розподілялося таким чином: 25,5 % — особи молодші 18 років, 48,7 % — особи у віці 18—64 років, 25,8 % — особи у віці 65 років та старші. Медіана віку мешканця становила 45,6 року. На 100 осіб жіночої статі у місті припадало 86,1 чоловіків;  на 100 жінок у віці від 18 років та старших — 79,3 чоловіків також старших 18 років.
Середній дохід на одне домашнє господарство  становив 53 027 доларів США (медіана — 43 672), а середній дохід на одну сім'ю — 73 601 долар (медіана — 61 500). За межею бідності перебувало 11,2 % осіб, у тому числі 28,0 % дітей у віці до 18 років та 2,6 % осіб у віці 65 років та старших.
Цивільне працевлаштоване населення становило 292 особи. Основні галузі зайнятості: освіта, охорона здоров'я та соціальна допомога — 32,5 %, публічна адміністрація — 14,0 %, сільське господарство, лісництво, риболовля — 10,3 %, роздрібна торгівля — 9,6 %.